# Ізміт
Ізміт (тур. İzmit, грец. Νικομήδεια) — місто в регіоні Мармара, Туреччина, в області Чаталджа-Коджаелі (тур. Çatalca-Kocaeli Bölümü). Адміністративний центр (центральний район, ' Меркез) провінції Коджаелі.
Розташоване на північному узбережжі Мармурового моря на вузькій прибережній смузі і на пагорбах заввишки до 200 метрів. В Ізміті проживає 293 339 осіб (2010). Населення провінції (у тому числі сільські області) становить 1 459 772 жителів.
Наявність сухопутних, залізничних, морських і навіть повітряних (військовий аеродром, який повинен стати аеродромом для приватних літаків ділової еліти Ізміта) шляхів сполучення перетворює місто на важливий транспортний вузол Туреччини.
До 1337 року місто носило назву Нікомедія і належало спочатку Римської імперії, потім Візантії. У 1337, після захоплення турками, були зруйновані стіни і винищено майже все грецьке і міське населення. Місто втрачає своє значення і стає третьорядним. Зараз Ізміт є центром одного з найважливіших промислових районів Туреччини.

## Історія міста

### Доісторичні часи і Античність
Згідно з дослідженнями, люди живуть на цій території щонайменше вже п'ять тисяч років. Місто має вдале географічне положенням, оскільки є перетином багатьох торгових шляхів.
Перші свідчення постійного поселення на місці Ізміту відносяться до XII століття до нашої ери. У цей час територія була під владою фригійців і пізніше перейшла до народу, який прибув сюди з грецького міста Мегара в пошуках нових місць для життя. Влаштувалися вони в районі нинішньої Башискеле, де знаходилось портове містечко Астакос.
Містечко було зруйнований царем Фракії Лікімахом і на місці сьогоднішнього Ізміту було зведено місто Нікомедія. У 91-94 роках до нашої ери місто переходить під управління Римської імперії. У 284 році нашої ери імператор Діоклетіан знову перетворює місто в столицю, і Нікомедія стає четвертим за величиною містом імперії — після Риму, Антіохії та Олександрії.
Місто безліч разів потерпало від землетрусів, було відновлене тільки в часи імператора Юстиніана.

### Сельджуцький і османський періоди

У 1078 році місто перейшло до рук турків-сельджуків. За часів Хрестових походів турки втратили місто. Остаточний перехід під управління турків стався у період правління Орхана I Газі у 1331 році. Нікомедія, що перетворилася за часів сельджуків в Ізнікмід (тур. İznikmid), у правління Баязида I стала називатися Ізмід (тур. İzmid) (слід зазначити, що Нікомедія і Ізміт — це одне і те ж слово, але взяте з різних історичних періодів, а не дві різні назви, тобто перейменування як такого не сталося). Якщо у ті часи Візантія і мала плани на повернення Нікомедії, вона їх не втілила у життя.
За часів султана Селіма I в Ізміті були побудовані корабельні верфі. Період найвищого розквіту міста припав на правління султана Сулеймана I. Значення міста зросло з відкриттям двох транспортних ліній в 1837-у році: судноплавного сполучення між Ізмітом і Стамбулом та залізничної гілки від вокзалу Хайдарпаша через Ізміт до Анкари. Проте через землетрус 1894 року місто занепало.
Перша світова війна позбавила місто колишнього значення. 6 липня 1920 року місто захопили англійці, 28 квітня 1921 року — греки. 28 липня місто знову повернули собі турки.

## Географія

### Розташування
Ізміт розташовується між 40° і 41° північної широти і між 29° і 31° східної довготи на березі Ізмітської затоки Мармурового моря і на півночі омивається водами Чорного моря, на сході межує з провінцією Сакарья, на півдні з Бурсою, на заході з Яловою та Стамбуломом провінції Ізмір. розташовується від Стамбула на відстані 85 км. Відстань до Анкари автомагістраллю TEM otoyolu становить 120 км. Аеропорт Ататюрка знаходиться за 120 км від центру міста.
Є адміністративним центром провінції Коджаелі. Через східну частину Ізміту проходить 30-й меридіан, який і визначає часовий пояс Туреччини (UTC +2).
При розгляді на карті можна побачити, що територія Ізміт немов обіймає затоку з півночі сходу і півдня. Затока є одним з найбільш завантажених вузлів турецьких морських шляхів. У затоці знаходиться два великих порти — Дериндже (Derince) і Яримджа (Yarımca) — а також близько тридцяти чотирьох приватних пристаней.
Ізміт з його залізницями, автомагістралями і портами є одним з найважливіших транспортних вузлів, що з'єднують європейську та азійську частину Туреччини.

### Місцевості Ізміта
Поверхня характеризується великою кількістю крутих схилів. Основна частина міста розташовується уздовж вузької смужки берега. Топографічно місто ділиться на дві несхожих одна на одну частини. Перша частина — це старі квартали, забудовані переважно малоповерховими будинками (місцями навіть нетрями), з вузькими вуличками, що звивисто підіймаються схилами пагорбів. Друга частина — діловий центр міста, через який проходять автомобільна та залізнична магістралі.

### Геологія

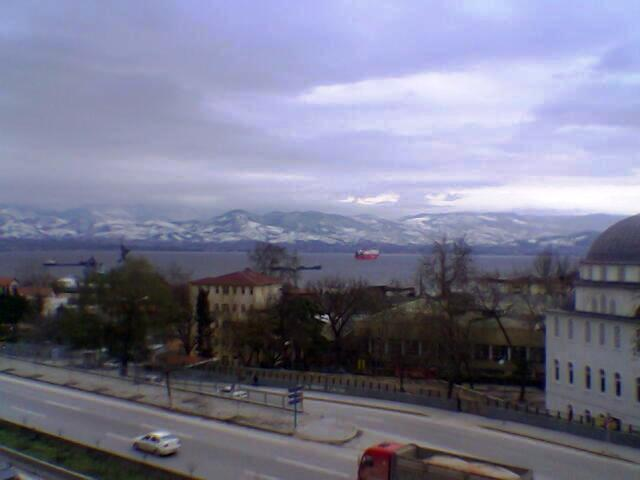
Вид на засніжений Ізміт

Значна частина території Коджаелі на північ від Ізмітської затоки (власне Ізміт) є нерівним плато з ухилом з півдня на північ.
Плато виглядає як горбиста місцевість, порізана долинами річок, що впадають у Чорне море. Біля затоки висота пагорбів сягає 645 м, у той час як на півночі біля Чорного моря навряд чи перевищує 350 м. Долина Ізміт і озеро Сапанджа являють собою низовини. Область на південь від затоки в основному горбиста. Уздовж берегів озера і затоки залишається вузька смужка землі, обмежена крутими схилами Саманскіх гір до висоти 1602 м — гора Картепе, що у перекладі означає «Сніговий пагорб» або «Снігова вершина».
Ще одна важлива особливість міста — це його приналежність до зони землетрусів першого ступеня небезпеки. Всі ці геологічні та топографічні особливості укупі з опадами підвищують ризик селів і зсувів.

### Клімат
Теплий клімат Ізміта можна охарактеризувати як перехідний між середземноморським та гумідним, який у Туреччині називають чорноморським. Влітку спекотно, опадів мало. Взимку тепло і опадів значно більше.
Середньорічна температура становить 14,5 °C. Історичний максимум в 44,1 °C був зафіксований 13 липня 2000 року. Мінімум був зареєстрований 23 лютого 1985 і склав −8,3 °C.
Переважає поривчастий південно-східний вітер. У середньому дев'ять днів у році випадає сніг. Середньорічна кількість опадів — 671,7 мм. Найбільше опадів (106 мм) випадає у грудні. Найсухіший місяць — серпень (26,1 мм).
Відносна вологість влітку становить 56 %, взимку — 64,6 %.

## Населення
В Ізміті проживає 293 339 осіб (2010). Населення провінції (у тому числі сільські області) становить 1 459 772 жителів.
Землетрус 17 серпня 1999 викликав значну зміну у чисельності населення.
Провінція (вілайєт, мул) Коджаелі, центром якої є Ізміт, займає територію 3626 км² і має населенням в 1 223 000 чоловік (2007 рік). Інтенсивна індустріалізація 1955—1960 років викликала швидке зростання кількості населення.
Згідно з поадресним переписом населення 2007 році, у Коджаелі проживає 1 437 926 чоловік. У зв'язку з розвитком туризму, появою нових робочих місць та добової міграцією робочої сили, кількість осіб, що розташовані на території провінції, змінюється в залежності від часу доби.

## Економіка
Ізміт — друге за розвиненістю промислового виробництва місто Туреччини. Тут розташовані заводи і фабрики таких фірм, як Borusan Mannesmann, Lassa, Kordsa, Brisa, Goodyear, Pirelli, Ford, Honda, Hyundai, Chrysler, Petkim, Tüpraş, Tabosan, Ассан Алюміній], DYO, Marshall, Arçelik, Lever та інше. Економіка Ізміта майже повністю залежить від промисловості. Близькість до такого великого ділового центру як Стамбул і наявність залізничних і автомобільних магістралей надає можливість транзитних перевезень. П'ять державних портів, сорок три приватні пристані займають важливе місце у транспортній системі країни.
Фабрика з виробництва паперу Seka Kağıt Fabrikası є одним з найстаріших підприємств міста (засновано 1934) і робить великий внесок у розвиток економічного потенціалу міста. Спочатку економіка міста ґрунтувалася на текстильній та лісопереробній промисловості. З відкриттям таких фірм, як Petrol Ofisitr у 1941, Tüpraş у 1960, Petkim у 1965, значну частку в економіці зайняла нафтопереробна промисловість. В останні роки розвинулися органічна хімія, металургія, виробництво продуктів харчування, ліків, добрив, фарб. В Ізміті також є суднобудівна верф.

## Персоналії
- Нерсесян Грачья Нерсесович (1895—1961) — радянський, вірменський актор театру і кіно.

## Міста-побратими
- Кассель, Німеччина
- Ульсан, Південна Корея
- Цзінань, Китай
- Секешфехервар, Угорщина
- Анталія, Туреччина
- Нью-Йорк, США
- Маніса, Туреччина
- Джибуті, Джибуті